# 路易斯·马林
路易斯·马林（西班牙語：Luis Marín，1974年8月10日—），哥斯达黎加男子足球运动员，司职后卫。他曾代表哥斯达黎加国家队参加2002年和2006年国际足联世界杯，两届比赛均止步小组赛阶段。